# Ie (Okinawa)
Ie (jap. 伊江村 Ie-son) – wieś w Japonii, w prefekturze Okinawa, na wyspie Ie-jima. Według danych na rok 2020 miejscowość zamieszkiwało 4 118 mieszkańców , a gęstość zaludnienia wyniosła 180,8 os./km².